# Uesugi
Uesugi (jap. 上杉氏  Uesugi-shi lub Uesugi-uji) – jedna z rodzin daimyō (władców feudalnych) w Japonii, wywodząca się z rodu Fujiwara. 

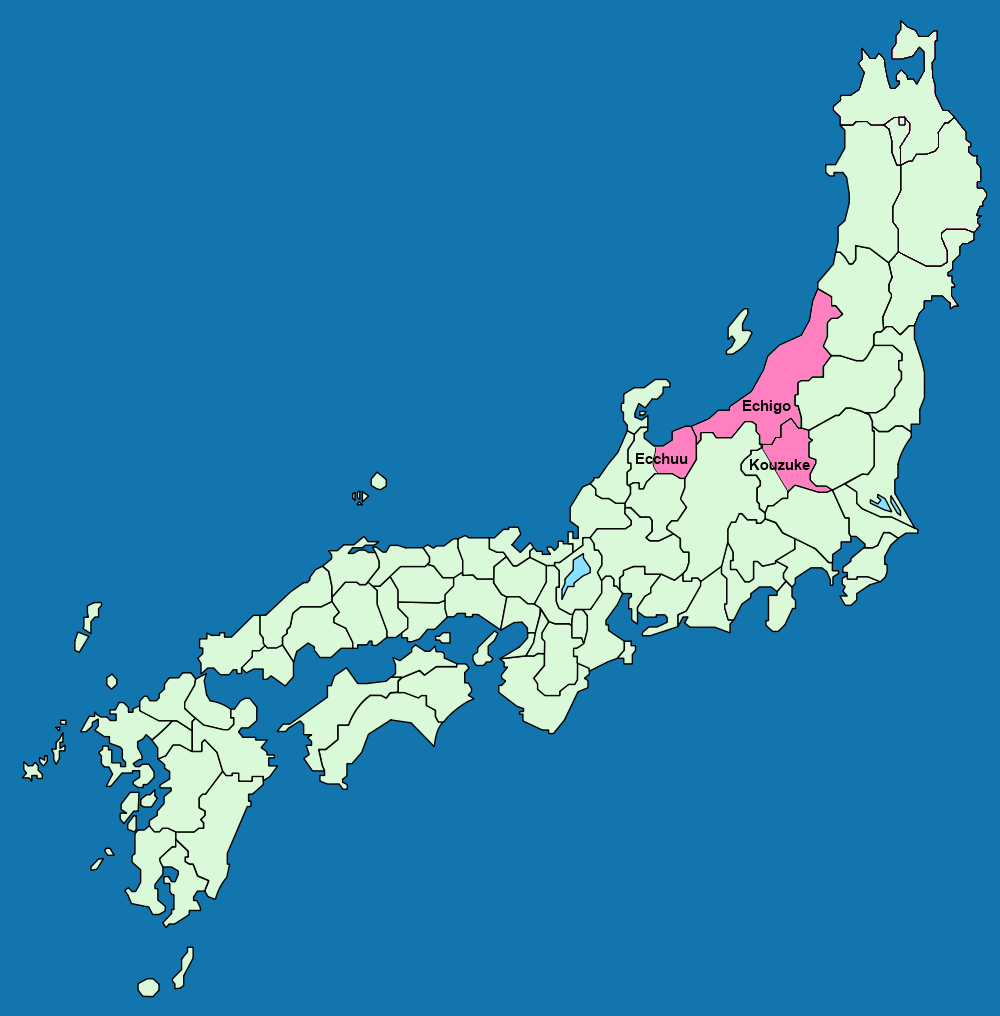
Ziemie pod panowaniem rodu Uesugi w XVI wieku

Uesugi sasa - mon rodu Uesugi

Najbardziej znanym przywódcą klanu był Kenshin Uesugi. W okresie Sengoku klan ten podzielił się na trzy części: Ōgigayatsu, Inukake i Yamanouchi. W okresie Edo nie popierali otwarcie władzy sprawowanej przez rządzący Japonią klan Tokugawa.
Nazwisko Uesugi spotyka się czasem w starej formie fonetycznej i zapisu transkrypcyjnego Uyesugi. 

## Ważniejsi członkowie rodu
- Shigefusa Uesugi (XIII w.)
- Norifusa Uesugi (zm. 1355)
- Shigeyoshi Uesugi (zm. 1349)
- Akiyoshi Uesugi (zm. 1351)
- Yoshinori Uesugi (zm. 1378)
- Noriharu Uesugi (zm. 1379)
- Norikata Uesugi (1335-1394)
- Norimoto Uesugi (1383-1418)
- Norizane Uesugi (1410-1466)
- Kiyokata Uesugi (zm. 1442)
- Fusa'aki Uesugi (1432-1466)
- Noritada Uesugi (1433-1454)
- Akisada Uesugi (1454-1510)
- Tomo'oki Uesugi (1488-1537)
- Norimasa Uesugi (1522-1579)
- Tomosada Uesugi (1525-1546)
- Kenshin Uesugi (1530-1578)
- Kagetora Uesugi (1552-1579)
- Kagekatsu Uesugi (1555-1623)
- Harunori Uesugi (1751-1822)